# Stevensville (Michigan)
Pour les articles homonymes, voir Stevensville.
Stevensville est un village du comté de Berrien, dans l'État du Michigan, aux États-Unis. En 2020, il comptait une population de 1 147 habitants.